# Acaena subincisa
Acaena subincisa es una especie de planta del género Acaena, perteneciente a la familia Rosaceae.

## Taxonomía
Acaena subincisa fue descrita por Wedd. en 1861.

## Distribución
Se encuentra en el territorio de Colombia y Ecuador.